# はしゃ
はしゃは、日本の漫画家、イラストレーター。新潟県出身。大阪芸術大学卒業。

## 作品リスト

### 漫画
- さめない街の喫茶店 （2015年 - 2019年、イースト・プレス、『マトグロッソ』連載、全2巻）
- フィリピンではしゃぐ。（2021年9月10日発売[1]、ビームコミックス、KADOKAWA） - 2017年に同人誌として発表された作品の単行本化[1]
- 眠くなる前に話したいことがあと3つあって (2022年6月17日発売、イースト・プレス)

### イラスト・挿絵
- 岡崎琢磨 『九十九書店の地下には秘密のバーがある』 （ハルキ文庫）
- 灰音憲二 『時をかける社畜』 （富士見L文庫）
- あさのあつこ 『チームFについて』 （ハルキ文庫）
- 浜野稚子 『レストラン・タブリエの幸せマリアージュ』 （マイナビ出版ファン文庫）
- ゲイル・ハニーマン 『エレノア・オリファントは今日も今日も元気です』 （ハーパーコリンズ・フィクション）
- 赤川次郎 『キネマの天使 レンズの奥の殺人者』（講談社）
- 雪舟えま 『恋シタイヨウ系』（中央公論社）
- 百波秋丸 『三ツ星商事のあまい罠』 （メディアワークス文庫）
- 百波秋丸 『三ツ星商事グルメ課のおいしい仕事』 （メディアワークス文庫）
- 百波秋丸 『三ツ星商事グルメ課のうまい話』 （メディアワークス文庫）
- 松田志乃ぶ 『赤ちゃんと教授 乳母猫より愛をこめて』（集英社オレンジ文庫）
- そえだ信『臼月トウコは援護りたい』 （早川書房）
- 鎌田雄一郎『雷神と心が読めるヘンなタネ : こどものためのゲーム理論』 （河出書房新社）
- 葉一『中高生の悩みが軽くなるヒント集めました。: 勉強・人間関係・進路の不安に効く57の方法』 （河出書房新社）
- イ・ダヒ『推したい私の韓国語 - K-POP、ドラマ、映画から沼落ちした人のための韓国語入門』（ワニブックス）
- 山本宏 『フリーランス＆個人事業主のための確定申告　改訂第17版』（技術評論社）
- 勝田悠紀『 『不思議の国のアリス』で深める英文解釈１２講』（NHK出版）